# Enschede (stacja kolejowa)
Enschede – stacja kolejowa w Enschede, w prowincji Overijssel, w Holandii. Stacja została otwarta w 1866.